# Verneuil-sur-Avre
Verneuil-sur-Avre ist eine Ortschaft und eine ehemalige französische Gemeinde mit 6.115 Einwohnern (Stand 1. Januar 2022) im Département Eure in der Region Normandie. Die Gemeinde gehörte zum Arrondissement Évreux und zum Kanton Breteuil.
Mit Wirkung vom 1. Januar 2017 wurden die früheren Gemeinden Francheville und Verneuil-sur-Avre zur Commune nouvelle mit dem Namen Verneuil d’Avre et d’Iton zusammengelegt und haben in der neuen Gemeinde den Status einer Commune déléguée inne. Der Verwaltungssitz befindet sich im Ort Verneuil-sur-Avre.

## Geografie
Verneuil-sur-Avre liegt rund 110 Kilometer westlich von Paris in der Normandie am Rande des Pariser Beckens in der Landschaft Le Perche. Der Ort liegt im Süden des Départements Eure an der Grenze zu den Départments Eure-et-Loir und Orne.
Im Süden der Stadt fließen die Avre und ein Seitenarm des Iton, der hier in die Avre mündet.

## Geschichte
Die Geschichte von Verneuil-sur-Avre ist geprägt von der Lage der Stadt. Früher lag sie an der Grenze zwischen Frankreich und der Normandie. Gegründet wurde der Ort 1120 von dem englischen König Heinrich I. zur Verteidigung seines Herzogtums. 1173 wurde die Stadt im Krieg zwischen Ludwig VII. und Heinrich II. wochenlang belagert. Im August 1424 fand bei Verneuil eine Schlacht des Hundertjährigen Krieges statt, in deren Verlauf die Engländer die Stadt einnahmen und damit die Normandie kontrollierten. Erst 1447 eroberten die Franzosen in einer kriegsentscheidenden Schlacht Verneuil zurück.
Im Zweiten Weltkrieg (1939–1945) wurde Verneuil-sur-Avre im Sommer 1944 während der Operation Overlord durch die Alliierte Luftwaffe bombardiert und von amerikanischer Artillerie beschossen. Dabei wurden die Kirchen La Madeleine und Notre-Dame beschädigt. In den letzten Tagen der Besetzung exekutierte die Wehrmacht sechs junge Männer der Forces françaises libres.

## Bevölkerungsentwicklung
| Jahr                       | 1962 | 1968 | 1975 | 1982 | 1990 | 1999 | 2005 | 2014 |
| Einwohner                  | 5551 | 6012 | 6499 | 6698 | 6446 | 6619 | 6655 | 6680 |
| Quellen: Cassini und INSEE |      |      |      |      |      |      |      |      |

## Gemeindepartnerschaften
- Trebur, Deutschland

## Wirtschaft und Infrastruktur
Südlich des Ortes verläuft die N12 von Paris nach Brest. Verneuil verfügt über einen eigenen Bahnhof, den man in etwa einer Stunde von Paris aus mit TER-Regionalzügen oder Intercités-Schnellzügen erreichen kann.
Die ehemalige Eisenbahnstrecke La Loupe – Verneuil-sur-Avre wurde 2009 in einen 9 Kilometer langen Wander- und Fahrradweg (voie verte) verwandelt.
Auf dem vormaligen Gemeindegebiet gelten geschützte geographische Angaben (IGP) für Schweinefleisch (Porc de Normandie), Geflügel (Volailles de Normandie) und Cidre (Cidre de Normandie und Cidre normand).

## Sehenswürdigkeiten
- Die Kirche La Madeleine ist Wahrzeichen der Stadt. Die gotische Kirche mit ihrem 56 Meter hohen Turm stammt aus dem 12. Jahrhundert und wurde im 15. Jahrhundert erweitert. Sie ist als Monument historique eingestuft.
- Der Tour Grise (dt. ‚Grauer Turm‘) ist ein Rundturm aus dem 13. Jahrhundert und wurde von Philipp II. erbaut.
- Abtei Saint-Nicolas aus dem 17. Jahrhundert
- Ruine der Kirche Saint-Jean aus dem 15. Jahrhundert, 1944 bei einem Bombenangriff zerstört.
- Altstadt mit Fachwerk- und Renaissance-Häusern.

## Persönlichkeiten
- Louise Colet (1810–1876), Schriftstellerin
- Maurice de Vlaminck (1876–1958), Maler, lebte 50 Jahre in Verneuil
- Jérôme Carcopino (1881–1970), Althistoriker, Archäologe, Epigraphiker und hochrangiger Funktionär
- Claude Garden (1937–2004), französisch-kanadischer Mundharmonikaspieler
- Nicolas Miguet (* 1961), Verleger
- Bérangère Sapowicz (* 1983), Fußballspielerin